# Wild Mood Swings
Wild Mood Swings ist das zehnte Studioalbum der englischen Band The Cure. Es erschien im Mai 1996 bei Fiction Records.

## Geschichte
Gelangweilt von kommerziellen Studios entschieden sich The Cure, für die Aufnahmen zu ihrem nächsten Album ein eigenes Studio in einem alten, abgeschiedenen Landhaus einzurichten. Porl Thompson und Boris Williams hatten die Band verlassen, Simon Gallup musste eine längere gesundheitsbedingte Pause einlegen. Wieder genesen, überzeugte Gallup seinen ehemaligen Bandkollegen Roger O’Donnell, der The Cure 1990 verlassen hatte, von einer Rückkehr.
In Jason Cooper fand man einen neuen Schlagzeuger. Er spielte auf 9 der 14 Lieder. Auf den restlichen Aufnahmen sind drei weitere Schlagzeuger zu hören, da The Cure während der Aufnahmen verschiedene Musiker testeten, um einen passenden Ersatz für den ausgeschiedenen Boris Williams zu finden.
Nach den erfolgreichen Alben Disintegration und Wish konnte Wild Mood Swings letztendlich weder die hohen Erwartungen der Fans und Kritiker noch die kommerziellen Erwartungen erfüllen. Die Singles platzierten sich, wenn überhaupt, nur mäßig in den Charts. Alle Lieder des Albums gehören zu den von The Cure auf Konzerten am seltensten live gespielten Stücken.
Robert Smith äußerte, dass der Misserfolg des Albums daran liege, dass die Lieder Gone und Round & Round & Round nicht auf das Album gepasst hätten. Er zählt es trotzdem zu seinen fünf The-Cure-Lieblingsalben.
Die Gestaltungsidee für das Albumcover sowie der Singles entstand im Studio. Robert Smith bestellte aus einem deutschen Spielzeugkatalog metallene Aufziehautos und einen Clown. Während der Aufnahmesessions verteilte die Band das Spielzeug im Studio, wie z. B. auf ihren Amps. Da die Band die Spielsachen als sehr bizarr wahrnahm, entschieden sie sich diese für die Covergestaltung heranzuziehen.

## Informationen zu den Liedern
Der Rohentwurf zu The 13th stammt von Robert Smith. Da diese Liedidee zunächst lediglich zwei Akkorde umfasste, hieß es in der Entstehungsphase The 2 Chords Corp. Laut Simon Gallup versuchten The Cure Impressionen zu verarbeiten, die sie während einer TV-Show mit einer lateinamerikanischen Band sammelten. Gallup bezeichnet diesen Versuch allerdings als misslungen.

## Kritik
Auf der Webseite von Allmusic bekam das Album 3 von 5 Sternen und wurde als „… mehr als nur ein weiteres Cure-Album“ bezeichnet.
Der Rolling Stone gab Wild Mood Swings 2 von 5 Sternen und schrieb, es wäre „nichts besonders Wildes an Wild Mood Swings“.

## Titelliste
Alle Stücke wurden von Bamonte, Cooper, Gallup, O’Donnell and Smith geschrieben.
1. Want – 5:06
2. Club America – 5:02
3. This Is a Lie – 4:29
4. The 13th – 4:08
5. Strange Attraction – 4:19
6. Mint Car – 3:32
7. Jupiter Crash – 4:15
8. Round & Round & Round – 2:39
9. Gone! – 4:31
10. Numb – 4:49
11. Return – 3:28
12. Trap – 3:37
13. Treasure – 3:45
14. Bare – 7:57

## Singleauskopplungen
| Jahr | Titel              | Höchstplatzierung, Gesamtwochen, AuszeichnungChartplatzierungen (Jahr, Titel, , Platzierungen, Wochen, Auszeichnungen, Anmerkungen) | Höchstplatzierung, Gesamtwochen, AuszeichnungChartplatzierungen (Jahr, Titel, , Platzierungen, Wochen, Auszeichnungen, Anmerkungen) | Höchstplatzierung, Gesamtwochen, AuszeichnungChartplatzierungen (Jahr, Titel, , Platzierungen, Wochen, Auszeichnungen, Anmerkungen) | Höchstplatzierung, Gesamtwochen, AuszeichnungChartplatzierungen (Jahr, Titel, , Platzierungen, Wochen, Auszeichnungen, Anmerkungen) | Anmerkungen                                                                                       |
| Jahr | Titel              | DE | CH | UK | US | Anmerkungen                                                                                       |
| ---- | ------------------ | --- | --- | --- | --- | ------------------------------------------------------------------------------------------------- |
| 1996 | The 13th           | DE55 (3 Wo.)DE | CH29 (6 Wo.)CH | UK15 (3 Wo.)UK | US44 (4 Wo.)US | Erstveröffentlichung: 23. April 1996 B-Seite: Ocean, Adonais, It Used to Be Me                    |
| 1996 | Mint Car           | — | — | UK31 (2 Wo.)UK | US58 (5 Wo.)US | Erstveröffentlichung: 14. Juli 1996 B-Seite: Home, Waiting, A Pink Dream                          |
| 1996 | Strange Attraction | — | — | — | — | Erstveröffentlichung: 14. Juli 1996 B-Seite: A Pink Dream                                         |
| 1996 | Gone!              | — | — | UK60 (2 Wo.)UK | — | Erstveröffentlichung: 2. Dezember 1996 B-Seite: The 13th (Mix), This Is a Lie, Strange Attraction |

## Kommerzieller Erfolg

### Chartplatzierungen
| ChartsChartplatzierungen       | Höchstplatzierung | Wochen |
| ------------------------------ | ----------------- | ------ |
| Deutschland (GfK)              | 17 (14 Wo.)       | 14     |
| Österreich (Ö3)                | 12 (12 Wo.)       | 12     |
| Schweiz (IFPI)                 | 9 (8 Wo.)         | 8      |
| Vereinigte Staaten (Billboard) | 12 (14 Wo.)       | 14     |
| Vereinigtes Königreich (OCC)   | 9 (8 Wo.)         | 8      |

### Auszeichnungen für Musikverkäufe
| Land/Region               | Auszeichnungen für Musikverkäufe (Land/Region, Auszeichnung, Verkäufe) | Verkäufe |
| ------------------------- | ---------------------------------------------------------------------- | -------- |
| Italien (FIMI)            | Gold                                                                   | 50.000   |
| Vereinigte Staaten (RIAA) | Gold                                                                   | 500.000  |
| Insgesamt                 | 2× Gold ·                                                              | 550.000  |